# Antoine Laroche-Dubouscat
 (janvier 2020).
Si vous disposez d'ouvrages ou d'articles de référence ou si vous connaissez des sites web de qualité traitant du thème abordé ici, merci de compléter l'article en donnant les références utiles à sa vérifiabilité et en les liant à la section « Notes et références ».
Antoine Laroche-Dubouscat est un général français de la Révolution et de l’Empire, né à Condom en France le 16 décembre 1757.

## Biographie
Il est le fils d'un propriétaire de Condom (Gers) en France.
Destiné par son éducation à suivre la carrière du barreau, ses inclinations le décidèrent le 1er juillet 1774 à s'engager comme simple dragon dans le régiment de Monsieur.
Ayant quitté ce corps le 3 novembre 1778, il entre comme volontaire dans la légion de Nassau le 1er avril 1779, et il y sert en qualité d'aide-de-camp du prince de Nassau-Siegen, qui la commandait jusqu'au 22 mai.
Passé dans la gendarmerie et rayé des contrôles de cette arme le 3 octobre, il prend alors du service dans la légion de Luxembourg, avec laquelle il concourt en 1780 à l'expédition contre Jersey et Guernesey, et il la suit en Hollande en qualité de capitaine aide-major en 1782, époque à laquelle elle cessa d'appartenir à l'armée française pour s'engager dans l'armée de Hollande..
Embarqué sur une escadre conduisant des troupes au cap de Bonne-Espérance, il se trouve à bord de la frégate l'Apollon, qui a obtenu de voyager isolée, à cause de la vitesse de sa marche et de l'épidémie dont elle est frappée, lorsque ce bâtiment est attaqué en avant de la ligne par deux corsaires anglais. Laroche et quelques grenadiers sont seuls en état de combattre. Ils soutiennent pendant sept heures une lutte des plus vives, désemparent les navires ennemis, et la frégate, ainsi délivrée, atteint Le Cap vingt-deux jours avant le reste de l'escadre.
La légion de Luxembourg étant réunie, Laroche s'occupe de son organisation, mérite par son zèle et son activité les éloges du gouverneur, le maréchal de camp Camvrai, qui lui confère le grade de major.
Dix mois plus tard, la légion partie de Ceylan, et de là dirigée sur divers postes en Afrique et dans l'Inde, les défend avec succès contre les agressions des Anglais ; sauve Ceylan d'une invasion, et force les rois de Candi et de Travancour à respecter désormais les possessions hollandaises.
Malgré d'aussi grands avantages procurés par la légion de Luxembourg, le gouverneur de Ceylan, au mépris de la capitulation qui la place dans les mêmes conditions que les Suisses en France, veut pour le régime et la paie, l'assimiler aux autres troupes. Il s'irrite de la résistance que Laroche et les autres officiers apportent à cette mesure, et, pour s'en venger, les ayant accusés de rébellion, il les fait arrêter et conduire à Batavia, où leur innocence n'est reconnue qu'après une captivité de vingt-six mois.
Révoltés des traitements qu'ils ont subis, ils demandent à retourner en Europe. Laroche à son arrivée à Paris, réclame du gouvernement hollandais le paiement de ce qui lui reste dû de ses appointements et la valeur de ses propriétés confisquées lors de son arrestation ; il fait même un voyage en Hollande, mais fatigué des difficultés qu'on lui oppose sans cesse, il revient à Paris, il prend part aux événements du 14 juillet 1789, se rend à Condom pour y accélérer le mouvement révolutionnaire, y exerce diverses fonctions administratives, et est élu en septembre 1792 chef du 4e bataillon de volontaires des Landes.
Nommé le 8 juillet 1793 adjudant-général chef de brigade, il commande en cette qualité la place de Bayonne, depuis le 12 septembre suivant jusqu'au 11 vendémiaire an II.
Promu général de brigade le 2 octobre 1793, et choisi par le général Millier pour remplir les fonctions de chef d'état-major à l'armée des Pyrénées-Occidentales, il pourvoit rapidement à l'organisation de cette armée et resserre les liens de la discipline. Aussi, Robespierre, naturellement peu louangeur, eut-il bientôt l'occasion de dire que « l'armée des Pyrénées-Occidentales était le bijou des armées de la République.»
Laroche ne négligea aucune occasion de signaler son courage. Une attaque ayant été dirigée le 17 pluviôse sur Urrugne et Saint-Jean-de-Luz, il concourt puissamment à mettre en déroute 13 000 Espagnols qui défendent ces deux villes. Toutefois, ni la valeur qu'il déploie dans cette circonstance, ni le zèle avec lequel il remplit ses devoirs de chef d'état-major n'empêchent le ministre de la guerre Bouchotte de prononcer le 21 prairial sa suspension, et de l'envoyer en surveillance dans ses foyers, comme suspect d'incivisme. Le 9 thermidor mit fin à cette situation pénible, dans laquelle néanmoins il devait se retrouver plusieurs fois encore dans le cours de sa carrière.
Rappelé à l'armée des Pyrénées le 21 du même mois, il vient de se distinguer le 8 frimaire an III au combat de Bergara lorsqu'un arrêté des représentants du peuple, Meilan et Chaudron-Rousseau, lui enlève de  nouveau son emploi. Cette mesure, qui frappe également les généraux Marbot, Frégeville, Bouchet et Pinet, est quant à Laroche, rapportée par le Directoire qui le 14 ventôse an IV l'envoie servir à l'armée de Rhin-et-Moselle, commandée par Moreau.
Le 15 messidor, ce général confie à Laroche la 21e demi-brigade d'infanterie légère, ainsi qu'une partie du 2e chasseurs à cheval, et lui ordonne d'occuper la vallée de Renchen, dont les gorges étaient défendues par des tirailleurs et des paysans armés qu'il disperse ; mais le but de l'expédition consistait à chasser du Kniebis, la plus haute des montagnes Noires, le prince de Wurtemberg qui s'y était retranché derrière une redoute très forte avec un réduit casemate. Laroche, quoique dépourvu d'artillerie, n'hésita pas à attaquer cette position redoutable. Il l'enleva de nuit et malgré la plus opiniâtre résistance : 400 prisonniers, deux pièces de canon, tels sont les résultats de cette brillante affaire. Le lendemain, après un combat pendant lequel il reçoit une blessure grave à la main, il s'empare de Freudenstadt et bat le 3 thermidor les Autrichiens à Esslingen, concurremment avec le général Taponier. Il a une part glorieuse à la bataille de Neresheim le 26 du même mois.
Le général Laroche, épuisé de fatigue, souffrant des suites de sa blessure, est obligé de rester éloigné du théâtre de la guerre pendant toute la durée de l'an V.

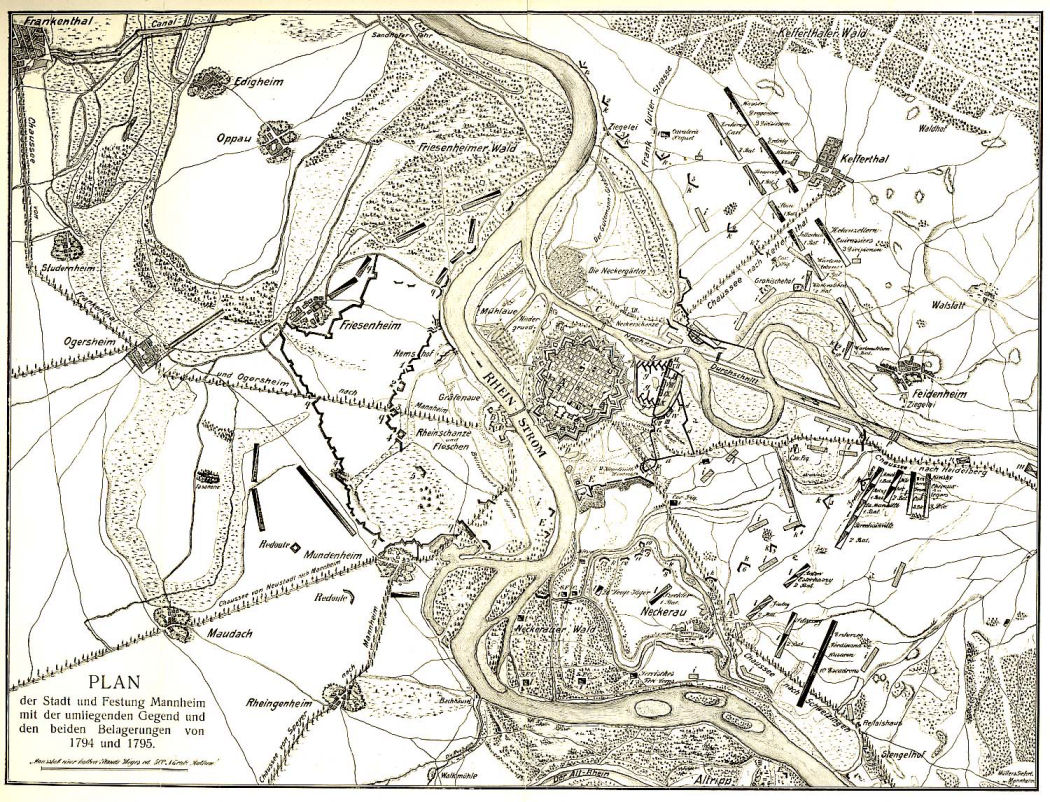
Le siège de Mannheim, 1794/1795.

Nommé général de division le 12 thermidor an VII (30 juillet 1799), il prend en pluviôse an VIII le commandement de la 26e division militaire (Blocus de Mayence). Il est chargé au mois de thermidor suivant, du siège et du bombardement de Philippsburg, et le 2e jour complémentaire, il est forcé d'abandonner Mannheim qu'il a défendue contre 30 000 Autrichiens.
Accusé de malversations commises de complicité avec plusieurs administrateurs de la 26e division militaire, et pour ce motif réformé le 7 vendémiaire an IX, il adresse de vives réclamations au premier Consul, qui faisant justice de cette inculpation calomnieuse, le réintègre dans son grade le 12 nivôse suivant.
Membre et commandeur de la Légion d'honneur, les 19 frimaire et 25 prairial an XII (14 juin 1804), il reçoit le 18 janvier 1807 le commandement du camp de Saint-Lô, et le 2 août celui de la 2e division du corps d'observation de la Gironde.
Admis à la retraite le 18 janvier 1808, il est mort le 21 juin 1831.